# كمال الجعفري
كمال الجعفري هو مُخرج فلسطيني وُلدَ في الرملة عام 1972. حضر كمال أكاديمية الفنون في كولونيا ثم انتقل فيما بعد إلى برلين وهو يعيش فيها حالياً.
في أيلول/سبتمبر 2011 أصبح الجعفري محاضر في الأفلام الألمانية في جامعة برلين. كان عمل على دراسة مجال الأفلام في مركز رادكليف زملائه في جامعة هارفارد.

## قائمة أفلامه
| الفيلم        | سنة الإصدار | الدور                       |
| ------------- | ----------- | --------------------------- |
| زيارة العراق  | 2003        | مدير/كاتب/منتج              |
| سقف           | 2006        | مدير/كاتب/منتج              |
| شرفات         | 2007        | مدير/كاتب/منتج              |
| فيديو والدي   | 2009        | مدير/كاتب                   |
| ميناء الذاكرة | 2010        | مدير/كاتب                   |
| تذكر          | 2015        | مدير/كاتب/محرر/مدير التصوير |

## الجوائز والأوسمة
| الجائزة/الترشُّح                  | المهرجان                       | السنة | النتيجة |
| ------------------------------- | ------------------------------ | ----- | ------- |
| جائزة الفنون البصرية            | أكاديمية الفنون في كولونيا     | 2004  | فوز     |
| أفضل موسيقى تصويرية             | مهرجان مرسيليا للفيلم الوثائقي | 2007  | فوز     |
| جائزة أفضل دور على شاشة التلفاز | مهرجان تورونتو                 | 2008  | فوز     |
| جائزة لويس ماركوريل             |                                | 2008  | فوز     |